# 龜田義明
龜田義明（日语：亀田 義明，本名），是日本埼玉縣出身的男性動畫師。

## 人物
1997年踏入業界，經studio add、BEE TRAIN，2009年6月後一度為自由業，現動画工房所属。自2006年開始對外使用名義，認為這樣有著與平時不同的樂趣。

## 參加作品

### 電視動畫
- 麥哈GoGoGo（マッハGoGoGo 第2作，1997年，動画）
- 熱沙霸王健馱邏（熱沙の覇王ガンダーラ，1998年，原画&動畫檢查） ※演出表未列出
- 影技 SHADOW SKILL（1998年，原画） ※演出表未列出
- A.D.POLICE（1998-1999年，原画）
- 魔装機神（魔装機神サイバスター，1999年，原画）
- 微星小超人（小さな巨人 ミクロマン，1999年，原画）
- 無限的未知（無限のリヴァイアス，1999-2000年，原画）
- 月光小假面（ごぞんじ！月光仮面くん，1999年，原画）
- 龍之子大亂鬥（世紀末伝説ワンダフルタツノコランド 円盤星人UBO，2000年，原画）
- 怪盜小雙俠（タイムボカン2000 怪盗きらめきマン，2000年，原画）
- 真·女神轉生 惡魔之子（真・女神転生デビチル，2000年，原画）
- 沉默的未知（アルジェントソーマ，2000年，原画）
- 戰鬥陀螺（爆転シュート ベイブレード，2001年，原画）
- 少年足球（オフサイド，2001年，原画）
- 菲力貓（ベイビーフィリックス，2001年，原画）
- 電腦冒險記（電脳冒険記ウェブダイバー，2001年，原画）
- 第一神拳（はじめの一歩，2001年，原画）
- 頑皮小白貂（しあわせソウのオコジョさん，2001年，原画）
- 翼神世音（ラーゼフォン，2002年，原画）
- 戰鬥妖精雪風（戦闘妖精雪風，2002年，原画）
- 龍騎士（ドラゴンドライブ，2002年，原画&作監補）
- 禁獵魔女（Witch Hunter ROBIN， 2002年，原画）
- 天使特警（キディ・グレイド，2002年，原画&作畫監督）
- 真·女神轉生 惡魔之子 光之書&闇之書（真・女神転生Dチルドレン ライト&ダーク，2002年，原画&作畫監督）
- 真珠美人魚（マーメイドメロディー ぴちぴちピッチ，2003年，原画&作畫監督）
- Wonder Bevil（ワンダーベビルくん，2003年，原画）
- 神槍少女（GUNSLINGER GIRL，2003年，原画）
- 爆裂天使（2004年，原画&作畫監督）
- Wind: A Breath of Heart（2004年，原画&作畫監督）
- 真珠美人魚Pure（マーメイドメロディー ぴちぴちピッチピュア，2004年，原画&作畫監督）
- 完美超人Joe（ビューティフル ジョー，2004年，原画）
- 侍銃（2004年，原画）
- 七武士（SAMURAI 7，2004年，原画）
- 聖魔之血（トリニティ・ブラッド，2005年，原画）
- 漫畫派對（こみっくパーティー，2005年，原画）
- 甲虫王者（甲虫王者ムシキング，2005年，原画）
- 變形金剛：銀河之力（トランスフォーマー ギャラクシーフォース，2005年，原画）
- 遊戲王GX（遊☆戯☆王デュエルモンスターズGX，2005年，原画）
- 絕對正義VS外道少女隊（絶対正義ラブフェロモンVS外道乙女隊，2005年，原画）
- 銀盤萬花筒（銀盤カレイドスコープ，2005年，原画&作畫監督）
- 黑騎士（スパイダーライダーズ，2005-2006年，原画&作畫監督）
- .hack//Roots（2006年，原画&作畫監督）
- TSUBASA翼（2006年，原画）

- Code Geass 反叛的魯路修（コードギアス 反逆のルルーシュ，2006年，作画監督）
- 君吻 pure rouge（キミキス pure rouge，2007年，原画）
- 無限住人（無限の住人，2008年，作画監督）
- Phantom 〜Requiem for the Phantom〜（2009年，作画監督）
- 花冠之淚（ティアーズ・トゥ・ティアラ，2009年，原画）
- Battle Spirits 少年激霸彈（バトルスピリッツ 少年激覇ダン，2009年，原画） ※並用
- 戰國BASARA（戦国BASARA，2009年，原画）
- 心靈偵探 八雲（心霊探偵 八雲，2010年，總作画監督）
- 戰鬥陀螺 鋼鐵奇兵 爆（メタルファイト ベイブレード 爆，2010年，原画&作畫監督） ※原畫並用
- 戰鬥陀螺 鋼鐵奇兵 4D（メタルファイト ベイブレード 4D，2011年，原画&作畫監督）
- 輕鬆百合（ゆるゆり，2011年，原画）
- SKET DANCE（2011年，原画&作畫監督）
- 戰國鬼才傳（へうげもの，2011年，原画&作畫監督）
- 花開物語（花咲くいろは，2011年，作画監督）
- 男子高校生的日常（男子高校生の日常，2012年，原画&作畫監督） ※第3話預告
- TARI TARI（2012年，原画&作畫監督）
- 夏雪之約（夏雪ランデブー，2012年，作画監督）
- 窮神（2012年，作画監督）
- GJ部（2013年，作画監督）
- 翠星上的加爾岡緹亞（翠星のガルガンティア，2013年，作画監督）
- 戀愛研究所（恋愛ラボ，2013年，原画&作画監督及協力）
- 月刊少女野崎同學（月刊少女野崎くん，2014年，小道具設計&作画監督、OP原畫）
- NEW GAME!（ニューゲーム!，2016年，總作畫監督）
- 雛邏輯～來自幸運邏輯～（2017年，作画监督）
- 多田君不戀愛（2018年，作畫監督）
- 流汗吧！健身少女（2019年，總作畫監督、總作畫監督輔佐、原畫、ED作畫監督）
- 排球少年！！ TO THE TOP（原畫）
- A3！ SEASON SPRING & SUMMER（作畫監督）
- 結緣甘神神社（總作畫監督）
- 異修羅第2期（總作畫監督）

- 真魔神 衝擊！Z篇（真マジンガー 衝撃！Z編，2009年，原画）
- 如果高校棒球女子經理讀了彼得·杜拉克（もし高校野球の女子マネージャーがドラッカーの『マネジメント』を読んだ，2011年，原画）
- 召喚惡魔（よんでますよ、アザゼルさん。，2011年，原画）
- Another（2012年，作画監督） ※動畫官網表記，預告
- 未确认进行式（2014年，总作画监督）
- 幸運邏輯（2016年，作画监督）

- 少女妖怪 石榴（おとめ妖怪 ざくろ，2010年，原画）

### OVA
- 極速戰警eX-D（エクスドライバー，2000年，原画）
- 時空幻境（テイルズ オブ ファンタジア THE ANIMATION，2005年，原画）
- .hack//G.U. Returner（2007年，角色設計&作畫監督）

- MURDER PRINCESS（2007年，原画&作畫監督、OP：原画）

### 電影
- 極速戰警劇場版（エクスドライバー the Movie，2002年，原画）

- 東之伊甸 劇場版 I The King of Eden（東のエデン 劇場版 I The King of Eden，2009年，原画&作畫監督）
- 東之伊甸 劇場版 II Paradise Lost（東のエデン 劇場版 II Paradise Lost，2010年，原画）

- 花開物語 劇場版（劇場版 花咲くいろは HOME SWEET HOME，2013年，作畫監督）

## 外部連結
- Tiphereth （页面存档备份，存于）
- 的X（前Twitter）
- 的Facebook專頁